# Bobâlna (Cluj)
Bobâlna oder Bobîlna [boˈbɨlna] (veraltet Olpret; deutsch Krautfeld, ungarisch Bábolna oder Alparét) ist eine Gemeinde im Kreis Cluj in der Region Siebenbürgen in Rumänien.

## Geographische Lage

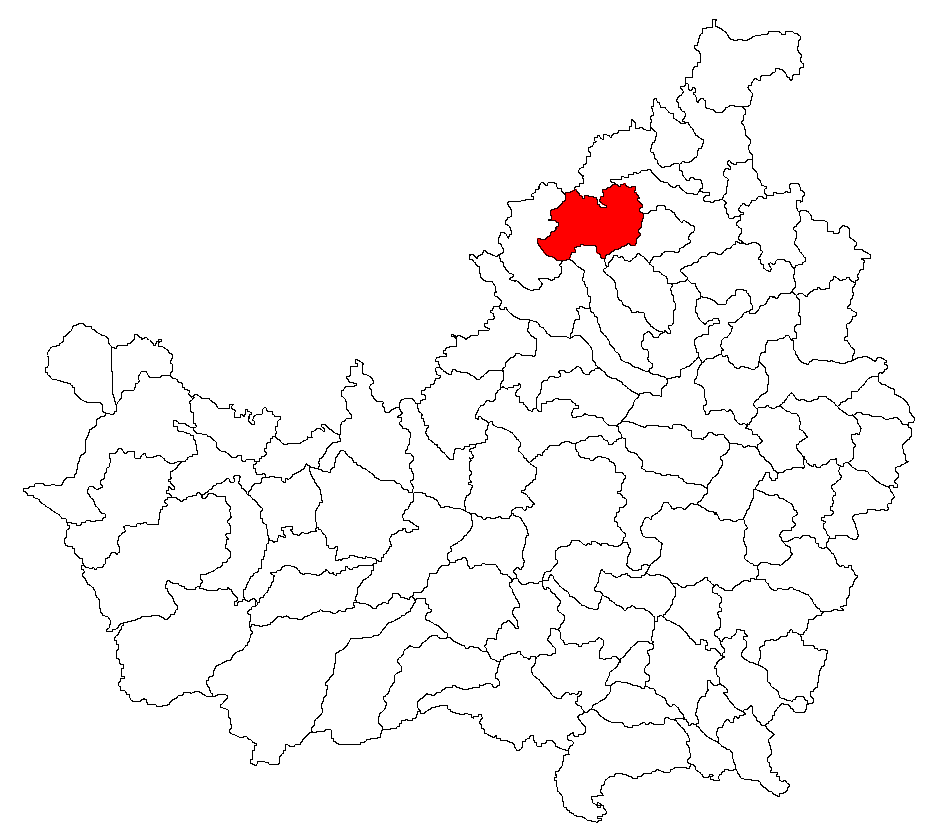
Lage der Gemeinde Bobâlna im Kreis Cluj

Die Gemeinde Bobâlna liegt im Westen des Siebenbürgischen Beckens im Somesch-Hochland (Podișul Someșelor) im Nordwesten des Kreises Cluj. Am Olpret – ein linker Nebenfluss des Someș – und der der Kreisstraße (Drum județean) DJ 108B befindet sich der Ort Bobâlna nördlich von dem 693 m hohen gleichnamigen Berg, 20 Kilometer westlich von der Stadt Dej (Burglos) und etwa 65 Kilometer nördlich von der Kreishauptstadt Cluj-Napoca (Klausenburg) entfernt.

## Geschichte
Die Ersterwähnung des Ortes Bobâlna stammt aus dem Jahr 1362. Auf eine Besiedlung der Region bis in die Hallstattzeit deuten Reste einer Befestigten Siedlung auf dem Berg Bobâlna.
Auf dem Areal der Gemeinde wurden zahlreiche archäologische Objekte die bis in die Jungsteinzeit datiert wurden, gefunden. Die archäologischen Funde die auf dem Gebiet des Gemeindezentrums der Latènezeit zugeordnet wurden, befinden sich in einem Wiener Museum.
Im Frühjahr 1437 errichteten aufständische Bauern ein Lager auf dem Berg Bobâlna nach hussitischem Vorbild. Von dort schickten sie eine Delegation zum inzwischen aufmarschierten Lager des Adels, um ihre Anliegen darzulegen. Die Abgesandten wurden jedoch umgebracht, was zur Eskalation führte. Ende Juni 1437 kam es beim Bauernlager von Bábolna zu einer Schlacht, in der es den Bauern zusammen mit Stadtbewohnern, Arbeitern aus umliegenden Salzbergwerken und Kleinadeligen gelang, einen Sieg über das Ritterheer zu erreichen.
Im Königreich Ungarn gehörte die heutige Gemeinde dem Stuhlbezirk Dés in der Gespanschaft Szolnok-Doboka, anschließend dem historischen Kreis Someș und ab 1950 dem heutigen Kreis Cluj an.

## Bevölkerung
Die Bevölkerung der Gemeinde entwickelte sich wie folgt:
| 1850 | 4.068 | 3.775 | 114 | - | 179           |
| 1941 | 5.876 | 5.470 | 266 | 5 | 135           |
| 2002 | 1.888 | 1.827 | 26  | - | 35            |
| 2011 | 1.572 | 1.434 | 32  | - | 106 (Roma 62) |
| 2021 | 1.382 | 1.207 | 2   | - | 173 (Roma 88) |

Seit 1850 wurde auf dem Gebiet der heutigen Gemeinde die höchste Einwohnerzahl 1941 registriert. Die höchste Einwohnerzahl der Rumänen (5531) wurde 1956, die der Magyaren (326) 1910, die der Rumäniendeutschen (156) 1900 und die der Roma (88) 2021 ermittelt.

## Sehenswürdigkeiten
- Südlich des Dorfes Bobâlna befinden sich ein Denkmal (⊙) zum Gedenken an den Bauernaufstand von 1437–1438 und steht unter Denkmalschutz.[8]
- Im eingemeindeten Dorf Antăș (ungarisch Antos) die Holzkirche Sfinții Arhangheli Mihail și Gavriil, Ende des 19. Jahrhunderts errichtet.[9]
- Im eingemeindeten Dorf Blidărești (ungarisch Tálosfalva) die Holzkirche im 19. Jahrhundert errichtet.
- Im eingemeindeten Dorf Cremenea (ungarisch Keménye) die Holzkirche Sfinții Arhangheli Mihail și Gavriil,[10] 1677 errichtet, steht unter Denkmalschutz.[8]

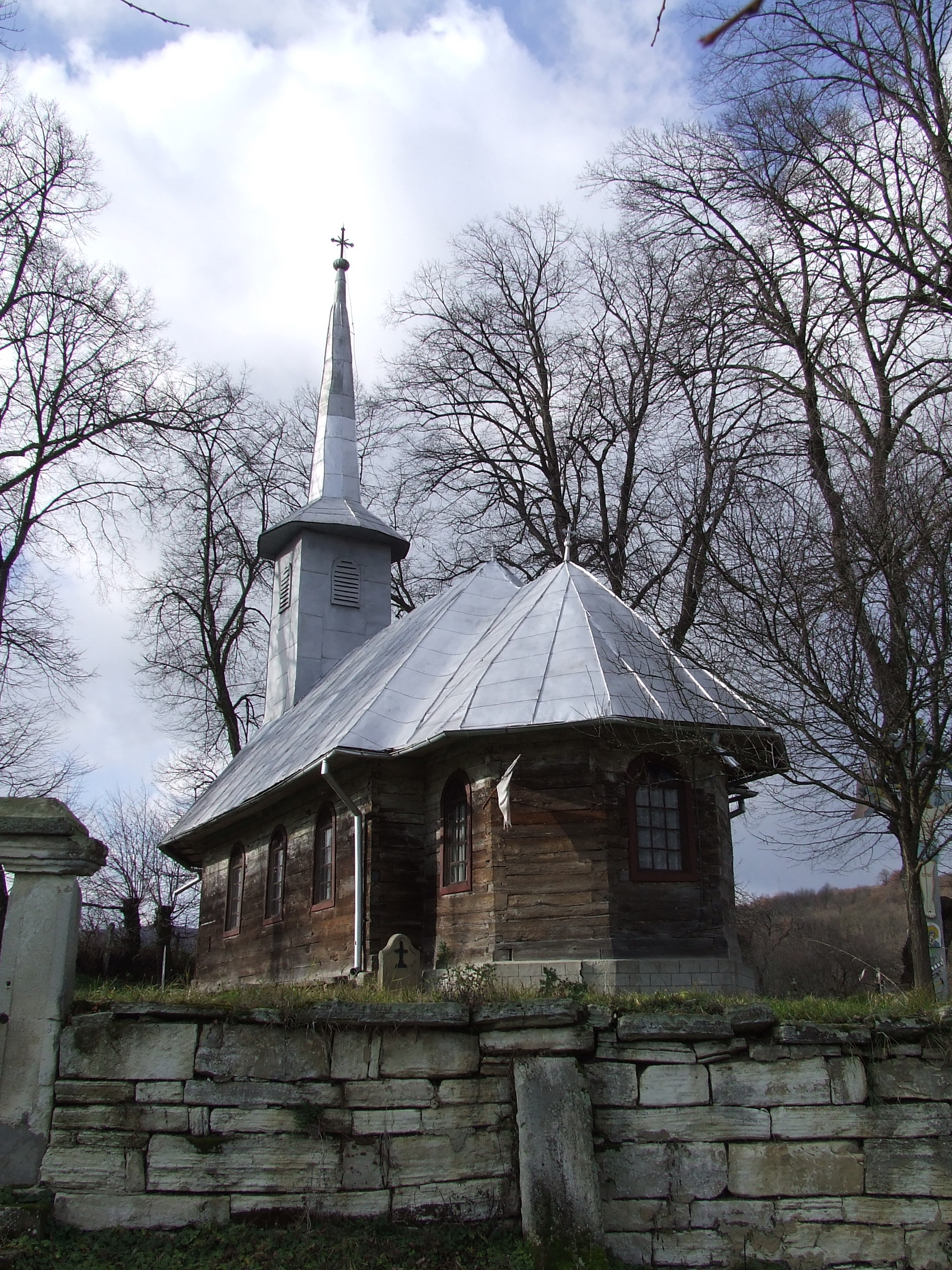
Holzkirche in Antăș
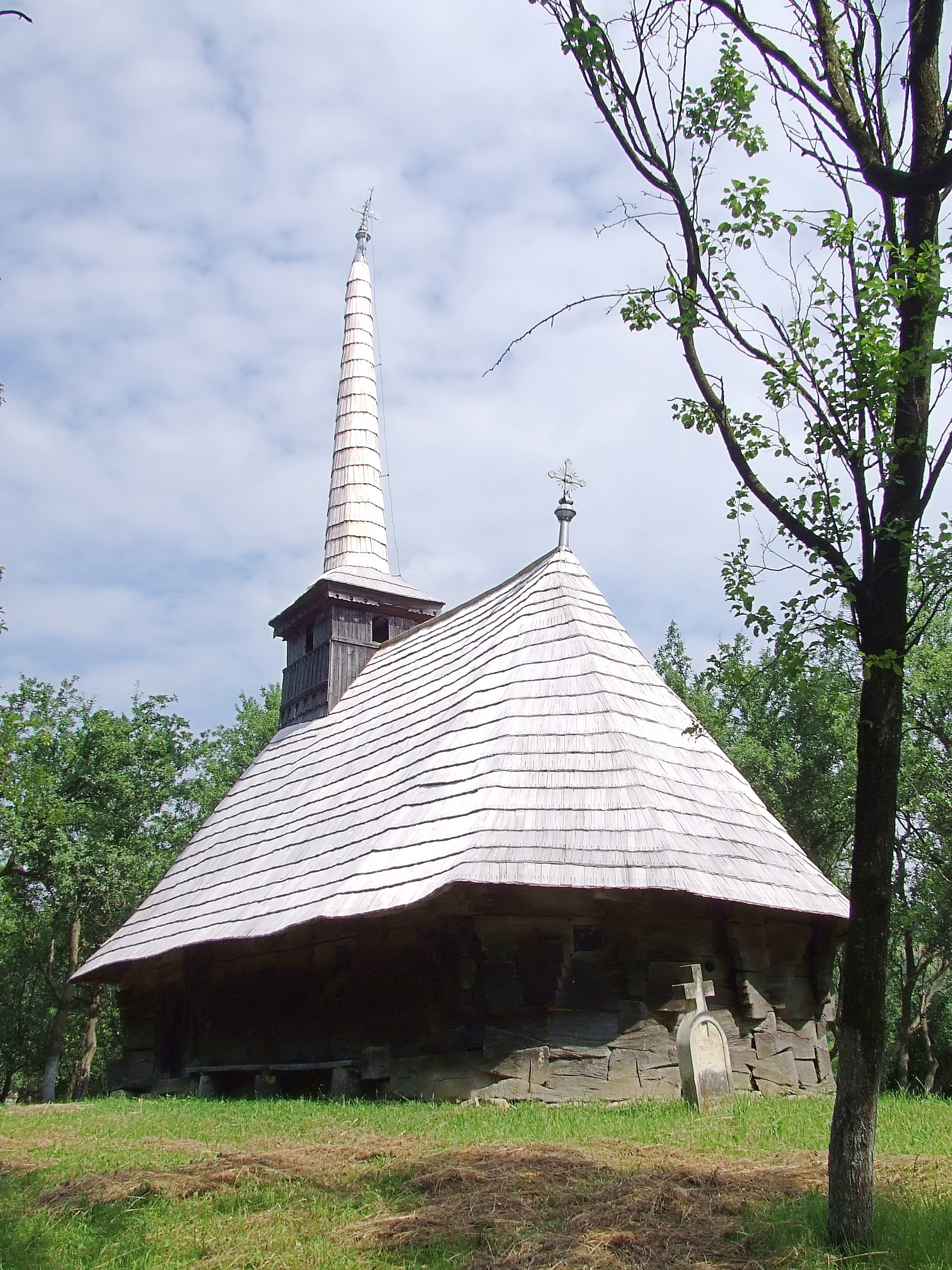
Holzkirche in Berindu
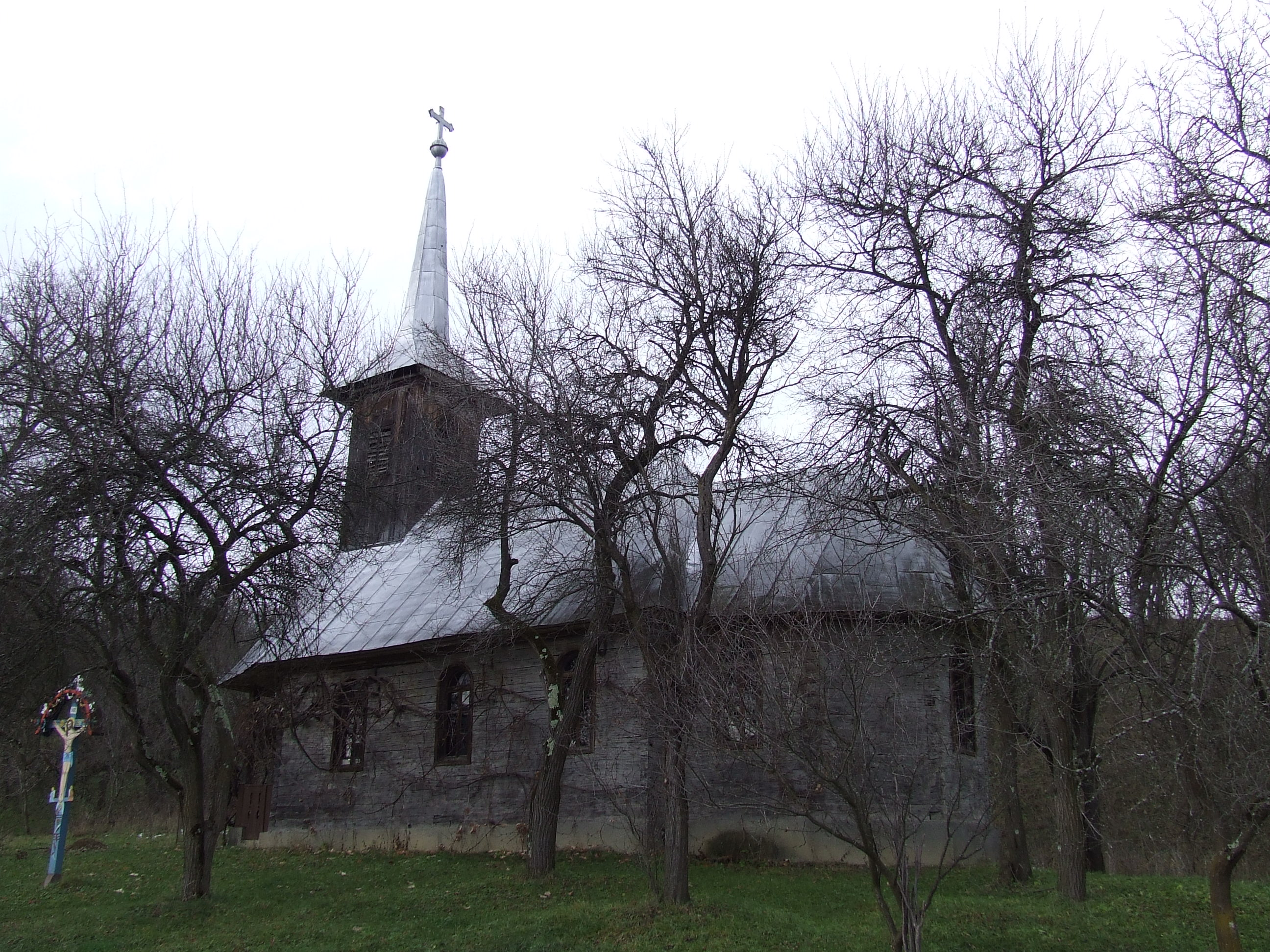
Holzkirche in Blidărești
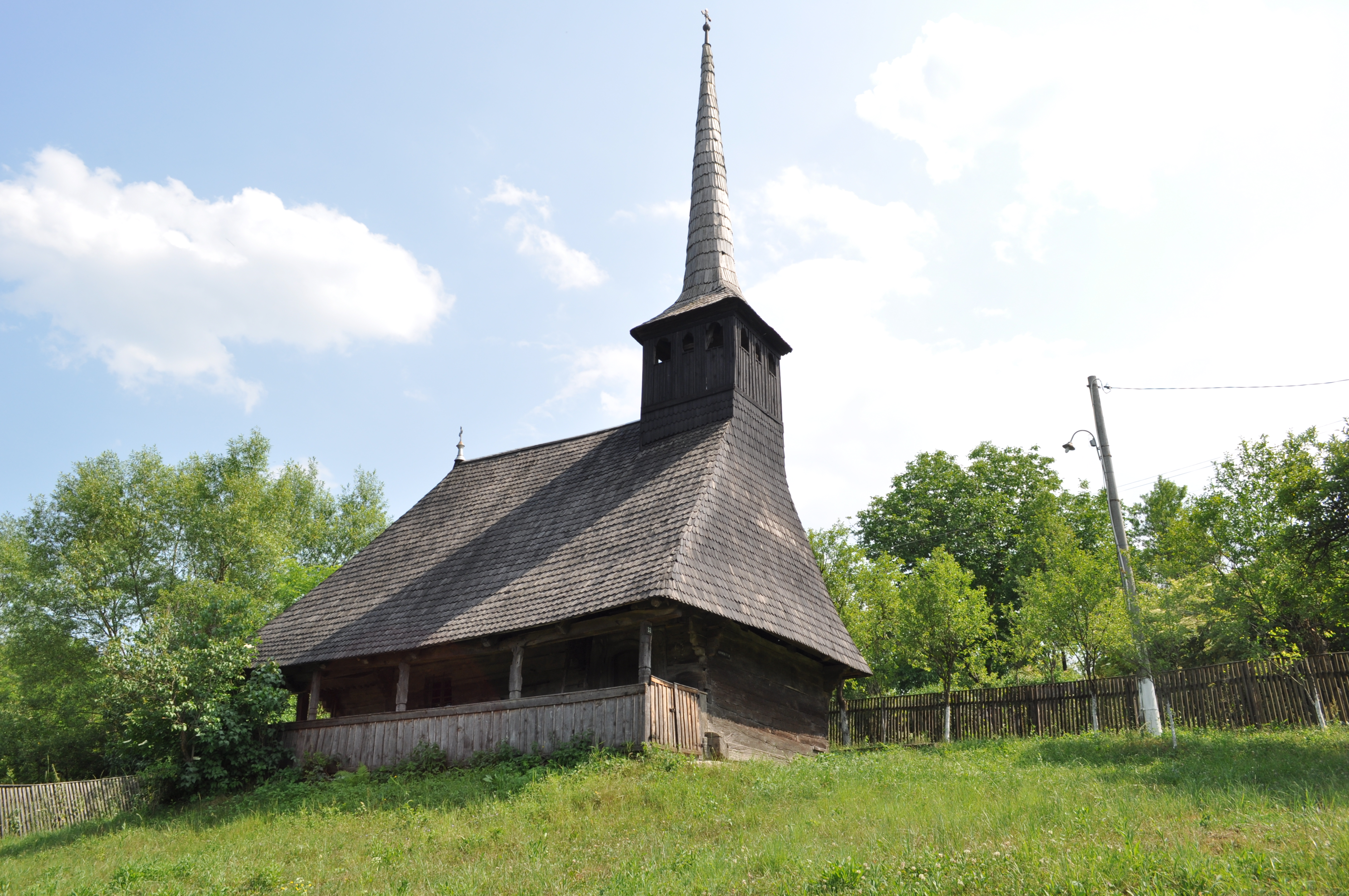
Holzkirche in Cremenea

## Persönlichkeit
- Alexandru Vaida-Voevod (1872–1950), Politiker